# Quần

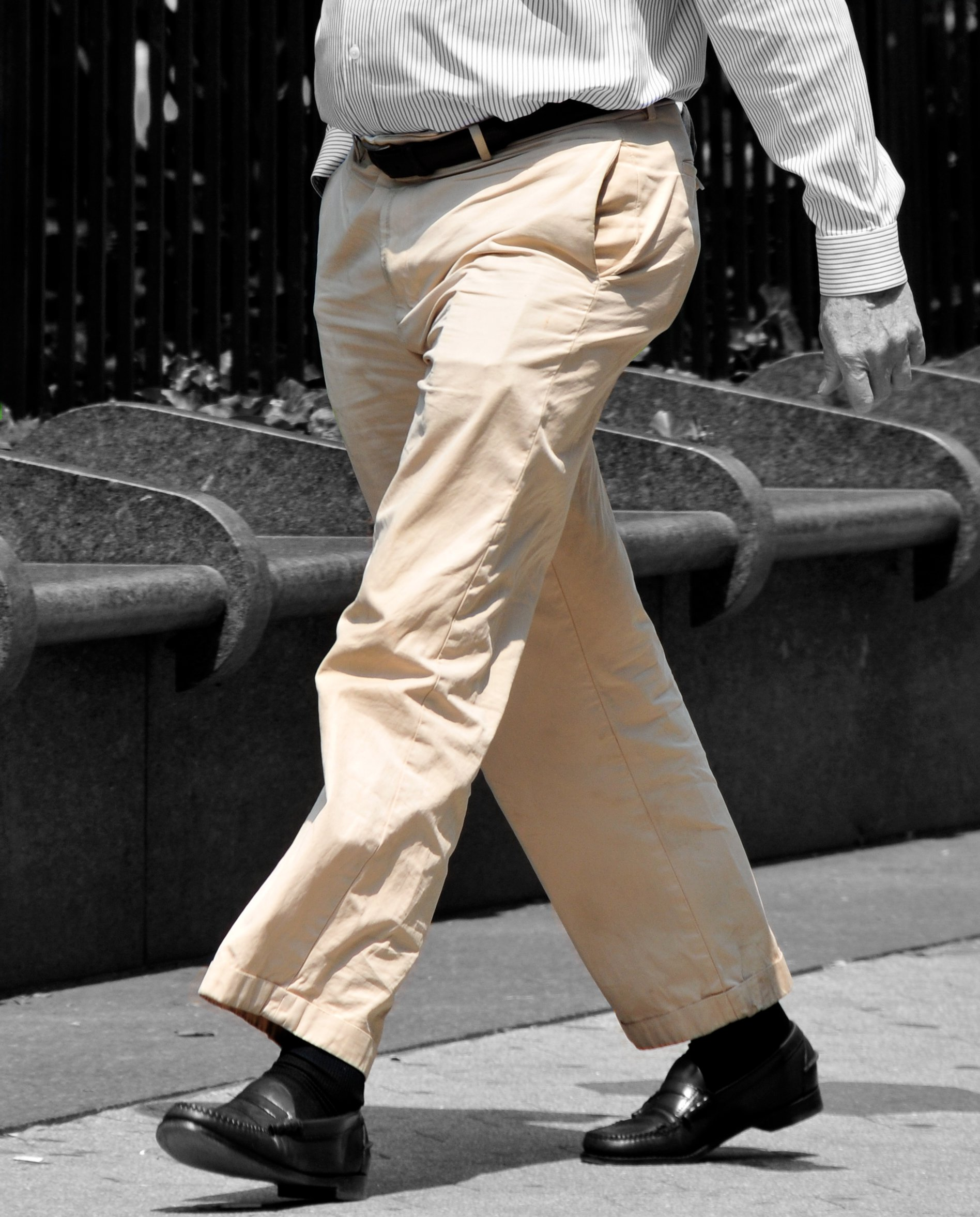
Một người đàn ông mặc quần

Quần là một loại trang phục che phần thân dưới của con người. Quần có nhiều kiểu dáng và chất liệu khác nhau, được sử dụng cho nhiều mục đích và trong nhiều hoàn cảnh khác nhau.  Chiếc quần được xem là cổ nhất thế giới hiện nay có niên đại từ thế kỷ 13 đến thế kỷ 10 trước Công nguyên, được tìm thấy tại Tân Cương (Tocharia), miền Tây Trung Quốc ngày nay. Chiếc quần được làm từ len với thiết kế ống quần thẳng, phần đũng rộng. Kiểu dáng này được cho là phù hợp cho hoạt động cưỡi ngựa, một phương tiện di chuyển phổ biến trong thời kỳ đó.

## Lịch sử

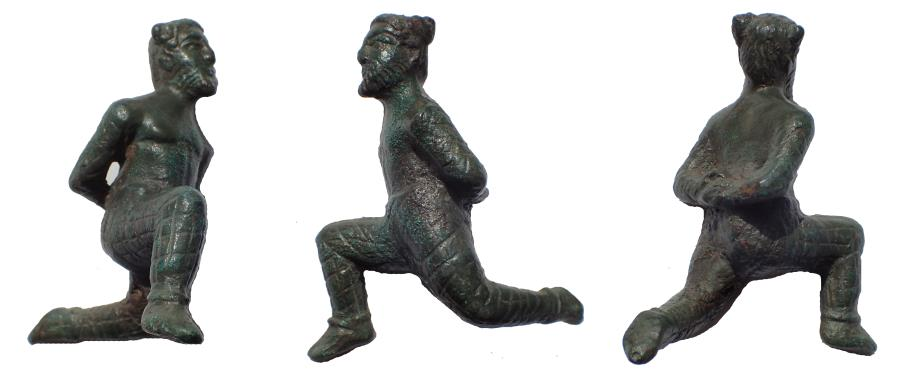
Tượng đồng La Mã về người Suebian mặc quần dài (thế kỷ 1 - 3 Sau Công Nguyên)

### Thời tiền sử
Nghệ thuật tượng hình cho thấy con người đã sử dụng quần từ thời kỳ Đồ đá cũ, minh chứng là các bức tượng nhỏ được khai quật tại Mal'ta và Buret' (Siberia). Tuy nhiên, do chất liệu vải thời kỳ này mỏng manh, dễ phân hủy nên di vật khảo cổ về quần áo còn lại rất ít. Chiếc quần cổ nhất được biết đến hiện nay xuất hiện từ thế kỷ 13 đến 10 trước Công nguyên. Nó được tìm thấy tại nghĩa trang Yanghai, Turpan, Tân Cương, Trung Quốc, thuộc về người dân lưu vực Tarim.

### Thời cổ đại

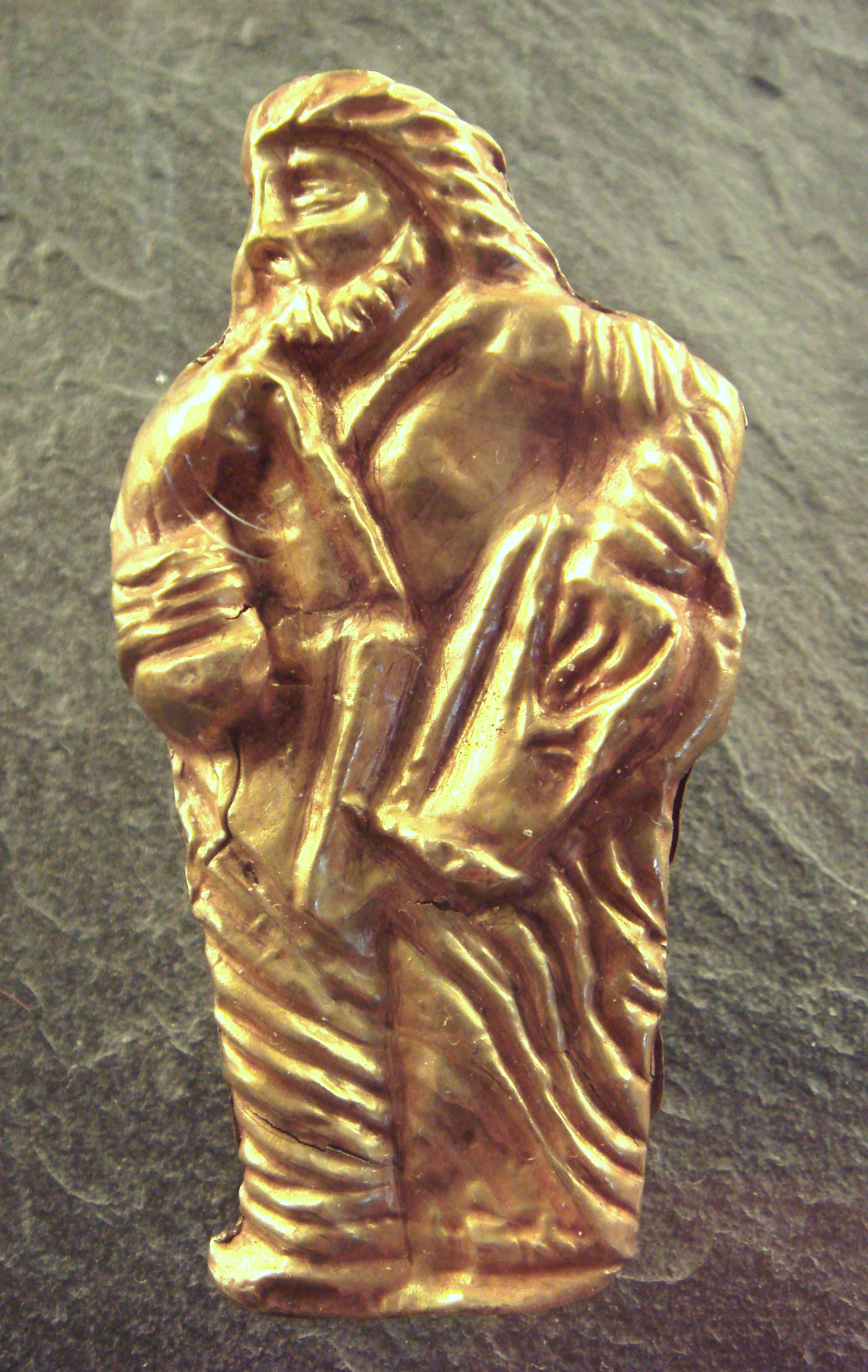
Người Scythia mặc quần

Hình ảnh quần dài xuất hiện trong các ghi chép lịch sử từ thế kỷ thứ 6 trước Công nguyên, được khắc họa trên các tác phẩm nghệ thuật và điêu khắc tại Persepolis. Cùng thời kỳ, các tài liệu dân tộc học của Hy Lạp cũng ghi nhận sự xuất hiện của quần dài trong trang phục của những người du mục Âu-Á cưỡi ngựa. Nhiều dân tộc Iran như Scythia, Sarmatia, Sogdia, Bactria, cùng với người Armenia và các dân tộc Đông Á và Trung Á như Hung Nô được biết đến là đã sử dụng quần dài trong thời kỳ này. Điều đáng chú ý là quần dài được cho là trang phục chung cho cả nam và nữ trong số những người sử dụng ban đầu.
Thuật ngữ "ἀναξυρίδες" (anaxyrides) được người Hy Lạp cổ đại sử dụng để chỉ loại quần dài được các dân tộc phương Đông ưa chuộng. aTrong khi đó, "σαράβαρα" (sarabara) là từ dùng để mô tả kiểu quần rộng thùng thình đặc trưng của người Scythia. Tuy nhiên, bản thân người Hy Lạp lại không ưa chuộng quần dài. Họ cho rằng trang phục này trông lố bịch và không phù hợp với văn hóa của họ. Thậm chí, họ còn sử dụng "θύλακοι" (thulakoi), dạng số nhiều của "θύλακος" (thulakos) có nghĩa là "cái bao tải", như một từ lóng để chế giễu chiếc quần rộng của người Ba Tư và các dân tộc Trung Đông khác.
Ban đầu, người La Mã coi thường quần dài, xem đó là biểu tượng của những kẻ man rợ. Tuy nhiên, khi đế chế La Mã mở rộng ra ngoài khu vực Địa Trung Hải, nhu cầu về trang phục ấm áp hơn tăng cao. Do đó, quần dần được sử dụng rộng rãi trong xã hội La Mã. 

### Trung Cổ
Quần với nhiều kiểu dáng khác nhau được mặc phổ biến ở châu Âu trong suốt thời Trung cổ, đặc biệt là nam giới. Kiểu quần ống rộng thường được mặc ở Đế chế Byzantine bên dưới áo tunic dài. Nhiều bộ tộc di cư, như các bộ tộc Germanic, cũng ưa chuộng kiểu quần này. Quần thời kỳ này, thường gọi là braies, có nhiều độ dài, từ ngắn đến dài đến mắt cá chân. Braies có thể bó sát hoặc rộng thùng thình, được may bằng vải len, da hoặc linen. Một số loại braies còn có phần ống quần dài đến bàn chân.
Từ thế kỷ thứ 8, nam giới thuộc tầng lớp thượng lưu châu Âu bắt đầu mặc trang phục hai lớp quần. Lớp lót bên trong, ngày nay được gọi là "quần đùi", xuất hiện trước và phổ biến hơn thuật ngữ này (xuất hiện vào cuối thế kỷ 16). Lớp ngoài là quần dài ("breeches") làm từ len hoặc vải lanh. Mặc dù Carolus Đại đế (742-814) thường xuyên mặc quần dài, nhưng ảnh hưởng từ quá khứ La Mã và Đế chế Byzantine đã khiến nam giới châu Âu thời Trung cổ dần ưa chuộng áo tunic dài che phủ phần lớn quần. Quần dần trở thành một loại đồ lót, thay đổi độ dài tùy theo trang phục bên ngoài.
Vào thế kỷ 14, trang phục nam giới, đặc biệt là quý tộc và hiệp sĩ, trải qua một bước ngoặt quan trọng. Ống quần (hose) vốn được mặc riêng biệt với quần lót (drawers) và áo giáp lót (pourpoint) nay được kết nối trực tiếp với áo giáp lót, tạo nên sự thay đổi táo bạo trong phong cách thời trang.  Sang thế kỷ 15, Quần lót dần biến mất, nhường chỗ cho ống quần bó sát được nối liền với áo giáp lót, tạo nên một tổng thể liền mạch và tôn lên vóc dáng người mặc.
Vào thế kỷ 15, trang phục nam giới Hungary bao gồm nhiều lớp áo để giữ ấm trong điều kiện khí hậu lạnh giá. Lớp lót bao gồm áo sơ mi và quần dài, thường được làm từ vải lanh hoặc len. Bên ngoài là một chiếc áo khoác ngắn có lót lông hoặc áo khoác da cừu. Áo khoác có thể được trang trí bằng ren, thêu hoặc các loại da khác nhau.